# プリンス・ザレスキー
プリンス・ザレスキー (Prince Zaleski) は、イギリスの作家マシュー・フィリップス・シール（M.P.シール）の作品に登場する架空の探偵。推理小説史上初めての本格的な安楽椅子探偵とされている。
元ロシア貴族で爵位を世襲するはずであったが不幸な恋愛によって祖国を追われイギリス南西部の古城にエチオピア人従者のハムと共に移り住んだ。そこへ私（著者シール）が持ってくる事件を聞くだけで謎を解いてしまうという天才的な探偵である。登場作品数は短編わずか4編であるが非常に印象的である。骨董品に目が無く、またパイプオルガンの名手でもある。

## 登場作品
- The Race of Orven - オーヴンの一族（1895年）
- The Stone of the Edmundsbury Monks - エドマンズベリー僧院の宝石（1895年）
- The S.S. - S・S（1895年）
- The Return of Prince Zaleski - プリンス・ザレスキー再び（1945年、前の三編が書かれてから50年後に書かれた）

邦訳は、中村能三訳『プリンス・ザレスキーの事件簿』（創元推理文庫）東京創元社.1981.にすべて収録されている。